# Château Paveil de Luze
Pour les articles homonymes, voir Luze (homonymie).
Le château Paveil de Luze est un domaine viticole appartenant à la famille de Luze depuis 1862. Il est l'une des plus anciennes propriétés du Médoc. Aujourd'hui le château possède 32 hectares de vignes en appellation margaux, d'un seul tenant, et 10 hectares en appellation bordeaux.

## Histoire

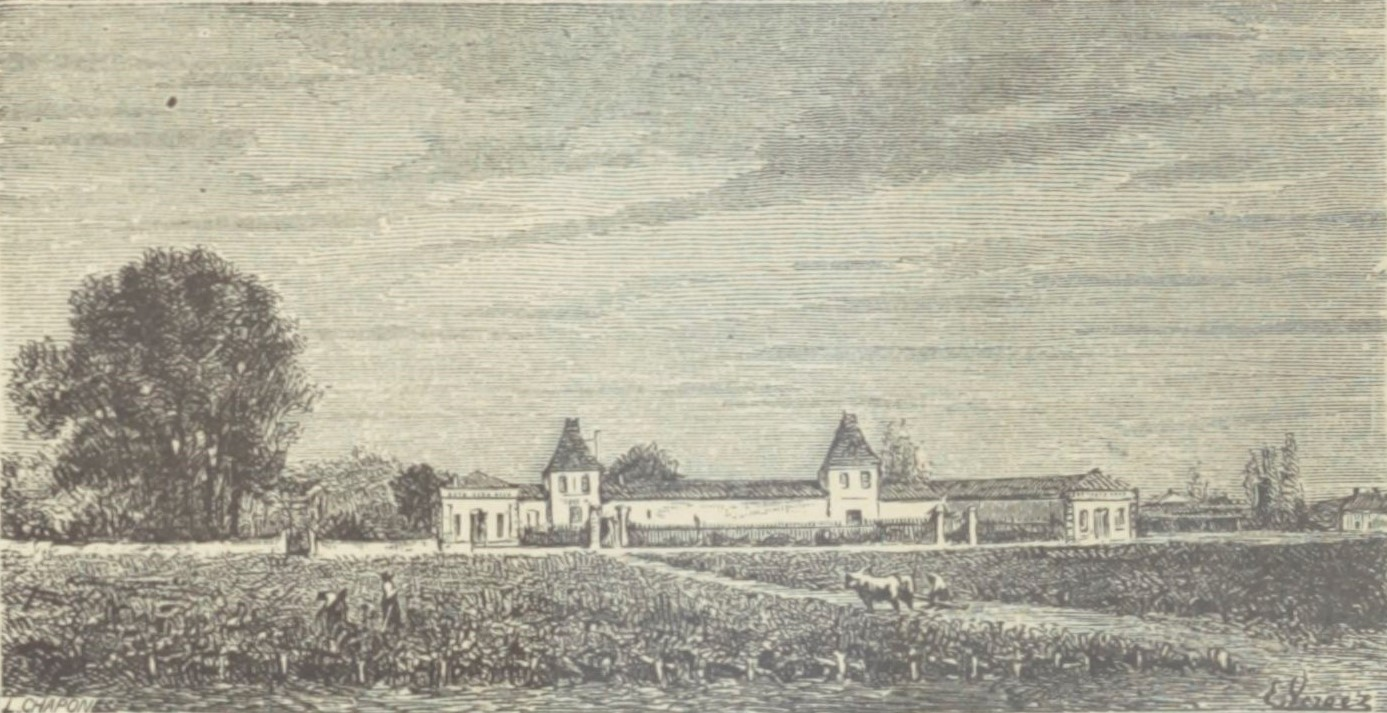
Illustration du Château Paveil de Luze en 1898.

Le domaine du Paveil a appartenu aux sieurs de Bretonneau, seigneurs du Paveil. Le domaine est acquis en 1814 par M. de Minvielle qui le revend en 1862 à Alfred de Luze,,. Le domaine possède alors une superficie de 140 hectares environ dont un vignoble de 65 hectares.
Alfred de Luze a également fondé une maison de négoce « A. de Luze & Fils » à Bordeaux. Séverine Pacteau-de Luze lui a dédié l'ouvrage Alfred de Luze : un négociant en vin à Bordeaux (1797-1880) à travers sa correspondance privée publié aux éditions Confluences.
En 1956, Geoffroy de Luze replante le vignoble après le froid sibérien qui détruisit la région. C'est en 2004 que Geoffroy de Luze lègue le château à ses trois enfants, Frédéric, Marguerite et Catherine, ainsi qu'à leurs enfants, qui représentent les 6e et 7e générations de la famille au sein du domaine.
En 2016, Frédéric de Luze décède à la suite d'une longue maladie, laissant la communauté bordelaise très émue. En effet, outre son rôle au sein de la propriété familiale, Frédéric de Luze avait créé le négoce L.D. Vins avec Thierry Décré en 1992 et était Président de l'Alliance des Crus Bourgeois depuis 2010,,.
À la suite du décès de Frédéric de Luze en 2016, sa fille, Adélaïde de Luze, a repris la gestion de la propriété avec ses deux tantes, Marguerite et Catherine de Luze.

## Vins
Le château Paveil de Luze compte parmi les crus bourgeois et est membre de l'Alliance des crus bourgeois du Médoc. Bénéficiant depuis 2010 des conseils du vinificateur réputé Stéphane Derenoncourt, le domaine produit trois vins : château Paveil de Luze en margaux, Petit Paveil en bordeaux et un bordeaux blanc. Petit Paveil a reçu plusieurs médailles au concours international des vins à Lyon.
Les cépages pour les rouges sont le cabernet sauvignon et le merlot. Pour le blanc il s'agit de sauvignon blanc et de sémillon.
En février 2020, le domaine obtient le statut de « cru bourgeois exceptionnel », représentant avec 13 autres domaines l'élite du classement des crus bourgeois.

## Autres activités
Le château est ouvert à l'œnotourisme depuis fin 2011. En 2016, le château est mis à la location sur Airbnb, une première pour un domaine viticole dans le bordelais,.
En 2018, pour la saison 4 de Objectif Top Chef, les cuisines de l'émission sont installées dans le parc du château,.